# Hush (canción de Emily Osment y Josh Ramsay)
«Hush» es un sencillo de la cantautora estadounidense Emily Osment y del cantante canadiense Josh Ramsay, de la banda de pop Marianas Trench.

## Información
El sencillo fue grabado en Canadá y lanzado oficialmente el 10 de mayo de 2011. La canción habla sobre una relación amorosa con problemas. Osment confirmó a través de Twitter que no habría video para el sencillo.

### Lista de canciones
Descarga digital
1. Hush

## Posicionamiento
| Listas (2011)           | Posición |
| ----------------------- | -------- |
| Canada Top 40 Airplay   | 34       |
| iTunes Canadá           | 37       |
| iTunes Canadá Pop Songs | 27       |
| Canadian Hot 100        | 90       |